# Георгиевка (Черкасская область)
Гео́ргиевка (укр. Георгіївка) — село в Шполянском районе Черкасской области Украины.
Население по переписи 2001 года составляло 213 человек. Почтовый индекс — 20623. Телефонный код — 4741.

## Местный совет
20623, Черкасская обл., Шполянский р-н, с. Искренное, ул. Крещатик